# Barbus trinotatus
Barbus trinotatus är en fiskart som beskrevs av Fowler, 1936. Barbus trinotatus ingår i släktet Barbus och familjen karpfiskar. IUCN kategoriserar arten globalt som livskraftig. Inga underarter finns listade.